# 柴田晋平
柴田 晋平（しばた しんぺい、1954年 - ）は、日本の天文学者。専門は、宇宙物理学高エネルギー天文学。ペンネームは「神秘絵」。
1954年に兵庫県で生まれる。1973年東北大学理学部に入学。1977年東北大学理学部卒業後、東北大学理学研究科博士課程天文学専攻に入学。1983年理学博士の学位取得後、東北学院大学非常勤講師、国立群馬工業高等専門学校講師や、理化学研究所嘱託研究員を経て、1986年山形大学理学部助手になる。その後は、1995年に同大助教授となり、2002年同大理学部教授になる。
1998年からは、特定非営利活動法人小さな天文学者の会を運営しており、一般市民への、特に小さな子供への天文普及に貢献している。また最近では、星のソムリエ、星空案内人の資格制度を確立させたりもしている。
地元のテレビ等メディアへの出演も多い。

## 著書

### 単著
- 『宇宙の灯台―パルサー』 (恒星社厚生閣 2006年)
- 『星空案内人になろう! ~夜空が教室。やさしい天文学入門』 (技術評論社 2007年)

### 共著
- 『アインシュタインは朝飯前―タイムトラベル夢飛行』　(愛智出版 2005年 リチャード・ウォルフソン、滝沢元和、坂井 伸之との共著)